# Fånglägret på Guantánamobasen

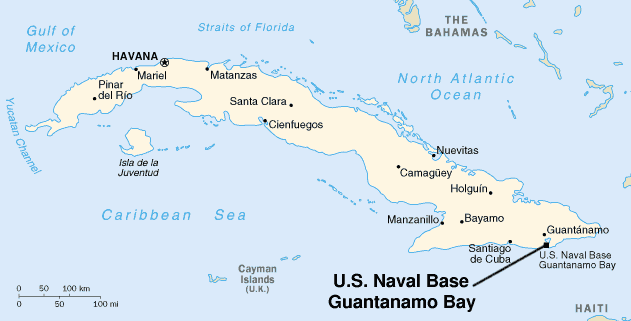
Karta över Kuba med Guantánamobasen markerad.

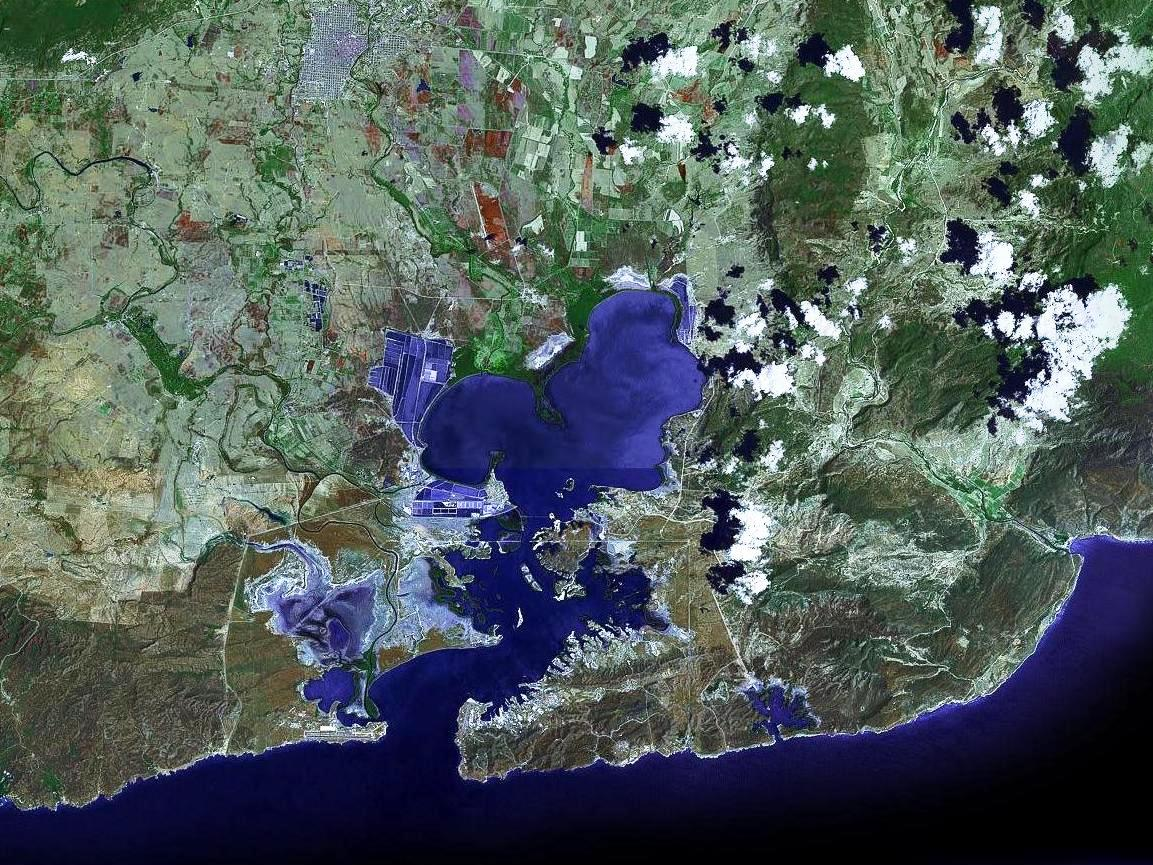
Satellitbild över Guantánamobukten.

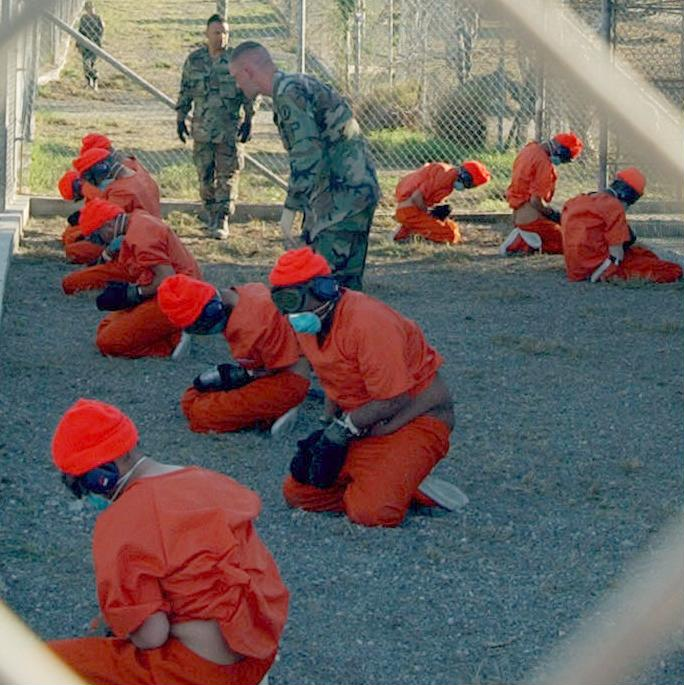
Fångar på Guantánamobasen (januari 2002).

Fånglägret på Guantánamobasen (spanska: Centro de detención de la bahía de Guantánamo) är ett amerikanskt militärfängelse beläget inom Guantanamobasen, även kallad Guantánamo, GTMO och Gitmo (/ˈɡɪtmoʊ/), vid kusten av Guantánamobukten på Kuba. Av de cirka 780 personer som fängslats där sedan januari 2002, när militärfängelset först öppnade efter 11 september-attackerna, har 733 överförts någon annanstans, 37 är kvar där, och 9 har dött medan de satt i häkte.

## Historia
Efter USA:s invasioner av Afghanistan och Irak i början av 2000-talet används Guantánamobasen sedan 11 januari 2002 som fängelse för personer med misstänkt koppling till al-Qaida. USA:s militärbaser utanför USA lyder normalt under värdlandets lagar, reglerat av avtal mellan länderna. Men USA erkänner inte Kubas styre, och inte de lagar de stiftat, och det ansågs åtminstone i USA 2002 att det inte finns några lagar i Guantánamobasen, varför man ansåg detta vara en bra plats att placera vissa krigsfångar på.
Lägret etablerades av USA:s president George W. Bushs administration 2002 under Kriget mot terrorismen efter attackerna den 11 september 2001. 
Denna fångenskap, som hålls utan rättegångar eller formella brottsanklagelser och med tortyrliknande metoder, har mött mycket internationell kritik och anses av bland andra Amnesty International, Human Rights Watch och Röda korset bryta mot de mänskliga rättigheterna,
Fångenskapen bryter också mot klausulen om vederbörlig process i de femte och fjortonde tilläggen av USA:s konstitution av Center for Constitutional Rights samt mot Genèvekonventionen.
Högsta domstolen i USA beslutade i juni 2006 att det var olagligt att ställa Guantánamofångarna inför militärdomstol eftersom det ansågs strida mot folkrätten. Då stiftades en speciell lag i september 2006 som gav USA rätten att ställa Guantánamofångarna inför speciella militärtribunaler (military commissions). Lagen innebär bland annat att viss bevisning som framkommit under tortyr kan användas som bevisning, att hemlig bevisning tillåts utan att den tilltalade kan ta del av bevisningen och att den tilltalade inte kan åberopa Genèvekonventionen i domstol.
Redan under valrörelsen 2008 kritiserade Obama fånglägret.
Några dagar efter att Barack Obama, Bushs efterträdare, tillträtt som USA:s president, blev i slutet av januari 2009 en förordning undertecknad om att fängelset skulle stängas inom ett år. Fortfarande (juni 2022) är dock fängelset verksamt. I april 2011 uppgav Amnesty International att det fanns 172 fångar på basen.
Obama mötte starkt tvåpartimotstånd från USA:s kongress, som antog lagar för att förbjuda fångar från Guantanamo att fängslas i USA. Under president Obamas administration minskade antalet fångar från cirka 245  till 41.
Wikileaks började den 24 april 2011 att publicera hemliga dokument om Guantánamobasens fängelse och hävdade att dokumenten visar att blott några tiotal av de 779 personer som hållits fängslade där uppriktigt anklagats för terrorism.
I januari 2018 undertecknade USA:s president Donald Trump en presidentorder om att hålla interneringslägret öppet på obestämd tid. I maj 2018 repatrierades en fånge till Saudiarabien under president Trumps administration. I början av februari 2021 förklarade Joe Bidens presidentskap sin avsikt att stänga anläggningen innan Biden lämnar presidentposten, även om kritiker har noterat att Bidenadministrationen har tagit få eller inga steg i riktning mot stängning. I juli 2021 släpptes ytterligare en fånge. I december 2021 rapporterade The New York Times att Pentagon bygger en andra rättssal, där allmänheten inte kommer att tillåtas att se förfarandet.
Flertalet av fångarna har terroristkoppling, men är ej formellt anklagade för terrorism. Många av dessa kan inte utvisas till sina hemländer, då de riskerar dödsstraff där, och USA vill inte ge dem uppehållstillstånd i USA, då de har terroristkopplingar.